# フランク・ミュラー (英語教師)
フランク・ミュラー（Frank Muller, 1864年 - 1917年4月19日）は、イギリスの英語教師。
イギリスに生まれる。アメリカ合衆国の大学に留学し、1888年に卒業後、スウィフトのあっせんによりキリスト教青年会 (YMCA) の15名の教師の一人として来日する。
和歌山中学校、海軍兵学校、神戸高等商業学校、青山学院などで英語を教えた。
一介の信徒であったが、森寛子、森明親子など多くの人を教会に導いた。